# ATC代码 (V03)
ATC代码V03（其它各种治疗用药品）是解剖学治疗学及化学分类系统的一个药物分组，这是由世界卫生组织药物统计方法整合中心所制定的药品及其它医用产品的官方分类系统。分组V03是V其它的一部分。
兽用代码（ATCvet码）可以在人用ATC代码前加Q字母：QV03等。没有相应人用ATC代码的ATCvet在以下列表中通过前置Q字母表示。
国家ATC分类可能包括列表中没有的其它分类，列表为世界卫生组织（WHO）版本。

## V03A 其它各种治疗用药品（All other therapeutic products）

### V03AB解毒剂（Antidotes）
V03AB01 吐根（Ipecacuanha）
V03AB02 烯丙吗啡（Nalorphine）
V03AB03 依地酸盐（Edetates）
V03AB04 碘解磷定（Pralidoxime）
V03AB05 泼尼松龙和异丙嗪（Prednisolone and promethazine）
V03AB06 硫代硫酸钠（Thiosulfate）
V03AB08 亚硝酸钠（Sodium nitrite）
V03AB09 二巯丙醇（Dimercaprol）
V03AB13 双复磷（Obidoxime）
V03AB14 鱼精蛋白（Protamine）
V03AB15 纳洛酮（Naloxone）
V03AB16 乙醇（Ethanol）
V03AB17 亚甲蓝（Methylthioninium chloride）
V03AB18 高锰酸钾（Potassium permanganate）
V03AB19 毒扁豆碱（Physostigmine）
V03AB20 硫酸铜（Copper sulfate）
V03AB21 碘化钾（Potassium iodide）
V03AB22 亚硝酸异戊酯（Amyl nitrite）
V03AB23 乙酰半胱氨酸（Acetylcysteine）
V03AB24 洋地黄抗毒素（Digitalis antitoxin）
V03AB25 氟马西尼（Flumazenil）
V03AB26 蛋氨酸（Methionine）
V03AB27 4-二甲氨基苯酚（4-dimethylaminophenol）
V03AB29 胆碱酯酶（Cholinesterase）
V03AB31 普鲁士蓝（Prussian blue）
V03AB32 谷胱甘肽（Glutathione）
V03AB33 羟钴胺（Hydroxocobalamin）
V03AB34 甲吡唑（Fomepizole）
V03AB35 舒伽马地（Sugammadex）
V03AB36 酚妥拉明（Phentolamine）
QV03AB90 阿替美唑（Atipamezole）
QV03AB91 沙马西尼（Sarmazenil）
QV03AB92 地利洛非（Diprenorfin）
QV03AB93 育亨宾（Yohimbine）
QV03AB94 妥拉唑啉（Tolazoline）

### V03AC铁螯合剂类（Iron chelating agents）
V03AC01 去铁胺（Deferoxamine）
V03AC02 去铁酮（Deferiprone）
V03AC03 地拉罗司（Deferasirox）

### V03AE高钾血症和高磷酸盐血症治疗药（Drugs for treatment of hyperkalemia and hyperphosphatemia）
V03AE01 聚磺苯乙烯（Polystyrene sulfonate）
V03AE02 司维拉莫（Sevelamer）
V03AE03 碳酸镧（Lanthanum carbonate）
V03AE04 醋酸钙和碳酸镁（Calcium acetate and magnesium carbonate）

### V03AF 用于抗肿瘤治疗的解毒剂（Detoxifying agents for antineoplastic treatment）
V03AF01 美司钠（Mesna）
V03AF02 右雷佐生（Dexrazoxane）
V03AF03 亚叶酸钙（Calcium folinate）
V03AF04 左亚叶酸钙（Calcium levofolinate）
V03AF05 氨磷汀（Amifostine）
V03AF06 亚叶酸钠（Sodium folinate）
V03AF07 拉布立酶（Rasburicase）
V03AF08 帕利夫明（Palifermin）
V03AF09 谷卡匹酶（Glucarpidase）
V03AF10 左亚叶酸钠（Sodium levofolinate）

### V03AG 治疗高钙血症的药物（Drugs for treatment of hypercalcemia）
V03AG01 磷酸纤维素钠（Sodium cellulose phosphate）

### V03AH 低血糖症治疗药物（Drugs for treatment of hypoglycaemia）
V03AH01 二氮嗪（Diazoxide）

### V03AN 医用气体（Medical gases）
V03AN01 氧气（Oxygen）
V03AN02 二氧化碳（Carbon dioxide）
V03AN03 氦（Helium）
V03AN04 氮（Nitrogen）
V03AN05 医用空气（Medical air）

### V03AX 其它治疗用药物（Other therapeutic products）
V03AX02 纳呋拉啡（Nalfurafine）

### V03AZ 神经抑制药（Nerve depressants）
V03AZ01 乙醇（Ethanol）